# Банда
Банда (енгл. gang) је група делинквената (најчешће малолетника, али и одраслих) која настаје спонтано, или организовано, ради вршења дела која су инкриминисана кривичним закоником.
Има сопствена правила деловања, вођу, као и специфичне моралне норме што се подводи под појам поткултуре или контракултуре.
Ганг је англосаксонски израз за групу појединаца који деле заједничке вредности, имају заједничке циљеве као и специфичну организацију и вођство. Често се оваква организација односи на малолетнике са асоцијалним циљевима односно делинквентним понашањем. У савременом смислу, као пежоративни израз, односи се и на друге групе са осећањем идентитета и заједничким циљевима који не морају бити асоцијални.